# Kulturlandskabet Søndre Øland
Kulturlandskabet Søndre Øland (svensk: Södra Ölands odlingslandskap) blev optaget på UNESCOs verdensarvsliste i 2000. Området er på 56.000 hektar, og det omfatter det meste af Mörbylånga kommun. Dog er de fem nordligste sogne ikke en del af verdensarvsområdet.
Der har været drevet landbrug på Øland siden Stenalderen. Indlandet består af Stora Alvaret, der er en hedeagtig slette på kalkgrund. Landsbyerne og det opdyrkede land ligger langs kysterne.
Inde på Stora Alvaret ligger Eketorp, der er en borg fra Folkevandringstiden.